# المطبخ (رواية)
 (キッチン)المطبخ هي رواية كتبتها المؤلفة اليابانية بانانا يوشيموتو (吉本ばなな)في عام ١٩٨٨ وتم ترجمتها الى الإنجليزية في عام ١٩٩٣ بواسطة ميغان باكوس.على الرغم من أنه قد يلاحظ المرء تأثيرًا غربيًا معينًا في أسلوب يوشيموتو إلا أن رواية المطبخ لا تزال معروفة بشكل نقدي كمثال للأدب الياباني المعاصر، نالت الرواية على إشادات إيجابية من ذي إندبندنت وذا تايمز وذا نيويوركر.
تتضمن معظم الإصدارات أيضًا رواية قصيرة بعنوان ظل ضوء القمر وهي أيضًا مأساة تتناول الخسارة والحب.
تم إنتاج فيلمين عن القصة، فيلم ياباني في عام 1989 ونسخة أكثر انتشارًا تم إنتاجها في هونغ كونغ بواسطة ييم هو في عام ١٩٩٧م .

## الشخصيات[1]
·      ميكاجي ساكوراي - امرأة يابانية شابة وهي الشخصية الرئيسية التي تعاني من فقدان جدتها لأنها كانت أقرب شخص لها على قيد الحياة، انتقلت للعيش مع يويتشي تانابي وإريكو تانابي بعد وفاة جدتها .
·      يويتشي تانابي - ابن إيريكو تانابي وهو شخصية رئيسية، ماتت والدته بسبب السرطان عندما كان يويتشي طفلاً صغيرًا جدًا، يعيش مع والدته المتحولة جنسياً ويدعم ميكاجي في وقت حزنها وفي نهاية المطاف تتوفى والدته وتدعمه ميكاجي عاطفيًا.
·      إيريكو تانابي – شخصية داعمة وهي امرأة متحولة جنسيًا تمتلك ملهى ليليًا، حيث تُقتل على يد رجل ظن أنها تخدعه بكونها امرأة متحولة جنسيًا وتُوصف بأنها امرأة جميلة ولطيفة للغاية.
·      سوتارو - صديق ميكاجي السابق الذي انفصل عنها عندما مرضت جدتها وكان منطقه هو أنه كان من الصعب عليه التعايش مع ذلك .
·      أوكونو هي فتاة مهووسة بيويتشي وتكره ميكاجي.
·      تشيكا هو موظف مخلص ورث الملهى الليلي للمثليين من إيريكو ويعزز العلاقة بين ميكاجي ويويتشي .
·      جدة ميكاجي - سيدة لطيفة ربت ميكاجي ومن ثم ماتت.

## الحبكة[1]
من حب ميكاجي للمطابخ إلى وظيفتها كمساعدة مدرس طهي إلى المشاهد المتعددة التي يكون فيها الطعام موجودًا فقط، تُعد رواية المطبخ نافذة قصيرة على حياة امرأة يابانية شابة واكتشافاتها حول الطعام والحب وسط خلفية من المأساة .
تكافح امرأة يابانية شابة تدعى ميكاجي ساكوراي في المطبخ لتغلب حزنها على وفاة جدتها، تقترب تدريجياً من أحد أصدقاء جدتها يُدعى يويتشي يملك محل لبيع الزهور وينتهي بها الأمر بالبقاء معه ومع والدته المتحولة جنسياً التي تُدعى إيريكو، أثناء إقامتها معهم تطورت عاطفتها تجاه يويتشي وإريكو وكادت أن تصبح جزءًا من عائلتهما إلا أنها انتقلت بعد ستة أشهر لتجد وظيفة جديدة كمساعدة مدرس الطهي، عندما تعرف أن إيريكو قد قُتلت فإنها تحاول دعم يويتشي في الوقت العصيب الذي يمر به وتدرك أن يويتشي ربما يحبها، ظلت مترددة في مواجهة مشاعرها تجاهه، ثم تذهب إلى إيزو للقيام بمهمة عمل بينما يبقى يويتشي في بيت الرعاية. بعد الذهاب إلى مطعم لتناول الكاتسودون تدرك أنها تريد إحضاره إلى يويتشي فتذهب إلى بيت الرعاية الذي به يويتشي وتتسلل إلى غرفته في منتصف الليل محضرة له كاتسودون، بعدها تخبره ميكاجي أنها لا تريد أن تفقده وتقترح بناء حياة جديدة معا.
في ظل ضوء القمر تفقد امرأة تدعى ساتسوكي صديقها هيتوشي في حادث وتخبرنا: "في الليلة التي مات فيها ذهبت روحي إلى مكان آخر ولم أستطع إعادتها"، أصبحت ودودة مع شقيقه هيراغي الذي توفيت صديقته في نفس الحادث، في إحدى ليالي الأرق أثناء المشي تلتقي بامرأة غريبة تدعى أورارا فقدت شخصا ما أيضا، تُعرفها أورارا على التجربة الصوفية لظاهرة مهرجان ويفر التي تأمل أن تشفي حزنهم الجماعي.

## ملخص الكتاب
فقدت امرأة شابة تُدعى ميكاجي جدتها التي عاشت معها وتصف صعوبة وفاة أفراد عائلتها وكيف كان المطبخ دائما مكانا للراحة في هذه المواقف. تُركت ميكاجي في شقة جدتها التي كانت ذات تكلفة عالية، تلقت ميكاجي دعوة لاحقا لتناول العشاء مع يويتشي تانابي وهو رجل يملك محل لبيع الزهور حيث زارته جدتها وساعدها في جنازتها.
عندما وصلت ميكاجي إلى منزل يويتشي تانابي لفت انتباهها المطبخ وكيف كان مكشوفًا وكأنه "يظهر في إعلان تجاري"، بينما ينتظرون وصول والدة تانابي من العمل تستكشف ميكاجي المطبخ وهو مطبخ تقليدي به أجهزة وأدوات مطبخ مستعملة، يتحدث يويتشي عن كيفية دعوة ميكاجي لمساعدتها خلال الأوقات الصعبة وعلاقتها بجدتها، تعود والدة يويتشي إيريكو من العمل وتلتقي بميكاجي، إن إيريكو امرأة جميلة تعلمنا أنها كانت رجلا كان اسمه يوجي ونتعلم كيف كانت متزوجة من والدة يوتشي التي توفيت عندما كان صغيرا، ذُهلت بها إيريكو وكيف كان الزواج علامة على الامتنان.
في وقت لاحق تطلب إيريكو من ميكاجي العيش معهم وهو ما تقبله، كانت الشقة التي تركتها جدتها باهظة الثمن بالنسبة لها لمواصلة العيش فيها، بالمقابل فإن المعيشة معهم مجانية مقابل حساء الأرز الذي تطهوه لهم، تخلصت من ضغوط العيش مع شخص مسن، ثم يتصل سوتارو صديق ميكاجي السابق ويخبرها أن صديقة يويتشي صفعته بسبب إقامتها معه.
أثناء النوم على الأريكة تحلم ميكاجي بأن يكون يويتشي أميرة ويتحدث عن كيف يريد رامين. في الصباح، يتحدث يويتشي أيضا عن الحلم ويدركون أن لديهم نفس الحلم ونفس المطبخ.
تنتقل ميكاجي وتعمل كمساعدة في مدرسة للطهي، أثناء غيابها يتصل يويتشي ويخبرها بأن إيريكو قد قُتلت في الملهى الليلي، تم طعنها من قبل رجل اكتشف أنها متحولة جنسيا، تمكنت إيريكو أثناء ما كان الرجل يطعنها بأن تضربه بقضيب من الحديد وتمكنت من قتله دفاعا عن النفس، ثم يتناول ميكاجي ويويتشي وجبة معا ويصنعان الحلوى، في عز ثمالته يطلب منها يويتشي العودة وهي لا تجيب لأنها لا تستطيع أن تقرر أن تحبه أو أن تكون صديقه فقط، تتلقى ميكاجي صباح اليوم الثاني مكالمة لكن المتصل لا يرد، تستيقظ و تستمر في الاستعداد والذهاب إلى العمل، أثناء عملها يخبرها أوكونو أن صديقة يويتشي السابقة تأمرها بالابتعاد عنه.
في محاولة لتحديد ما يجب القيام به تقرر ميكاجي الذهاب في رحلة عمل، لكن قبل ذلك تدعوها شيكا وهي صديقة قديمة لإريكو، لتناول الغداء ويتحدثون عن الوضع بينها وبين يويتشي وتخبرها شيكا أن يويتشي غادر طوكيو لمعالجة مشاعره ويعطي ميكاجي معلومات الاتصال الخاصة به للنزل، تتصل ميكاجي وكلاهما يشتكي من الطعام، أثناء وجودها في مطعم كاتسودون عبّرت عن مدى لذة الطعام لدرجة أنها تود إحضاره إلى يويتشي، بعد أن تعطيها الطبق يأخذون بالحديث عن كيفية معاناته من الاكتئاب وتقول كيف سيكونون سعداء معًا إذا أراد تكوين علاقة، في اليوم الأخير من رحلتها يتصل يويتشي لإبلاغه بأنه سيعود إلى طوكيو وهو متحمس لاصطحابها.

## الجوائز
·      جائزة كاين السادسة للكتاب الوافدين الجدد - نوفمبر 1987[1]
·      جائزة إيزومي كيوكا الأدبية السادسة عشرة - أكتوبر 1988
·      جائزة وزير التعليم التاسعة والثلاثون لتشجيع الفن للفنانين الجدد - أغسطس 1988 [1] ((منحت هذه الجائزة للمطبخ بالإضافة إلى روايتين أخريين من قبل يوشيموتو: أوتاكاتا والمحمية)

## معلومات الكتاب
المطبخ (الطبعة الإنجليزية) بواسطة بانانا يوشيموتو
غلاف فني - ISBN 0-8021-1516-0 نشرته جروف بريس
غلاف عادي - ISBN 0-671-88018-7 نشرته مطبعة واشنطن سكوير